# Raban Heinrich von Spiegel zu Peckelsheim
Raban Heinrich Freiherr von Spiegel zu Peckelsheim (* 12. Mai 1697 in Bayreuth; † 19. Februar 1745) war Erbmarschall im Hochstift Paderborn sowie Domherr und Domkustos im Hochstift Naumburg.

## Leben

### Herkunft und Familie

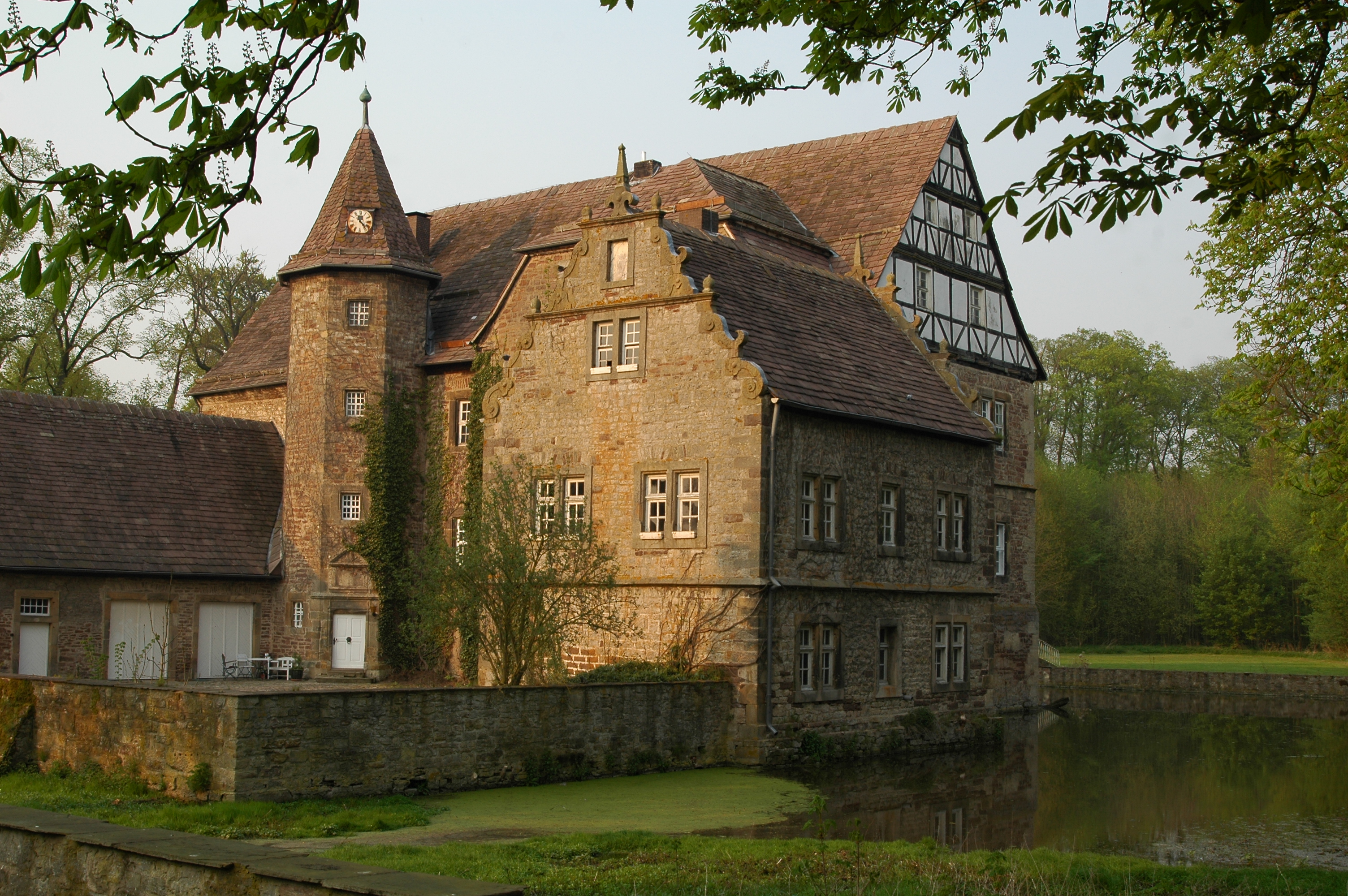
Wasserschloss Schweckhausen 2006, im 18. Jahrhundert im Besitz des Raban Heinrich von Spiegel zu Peckelsheim

Raban Heinrich von Spiegel zu Peckelsheim entstammte dem ostwestfälischen Uradelsgeschlecht Spiegel, aus dem sich Mitte des 14. Jahrhunderts die Zweige Spiegel zum Desenberg und Spiegel von Peckelsheim entwickelten. Sie brachten zahlreiche namhafte Persönlichkeiten hervor, da sie über Jahrzehnte das Amt des Erbmarschalls im Fürstbistum Paderborn stellten. Raban war ein Sohn des lüneburgischen Amtmanns Fritz Dietrich Spiegel zu Peckelsheim († 1712) und dessen Ehefrau Dorothea Sophia Elisabeth von Voss (1672–1715) und wuchs mit seinen Geschwistern Georg Friedrich, Dietrich Wilhelm und Louisa auf.
Am 7. Juni 1729 heiratete er Eleonora Dorothea von Rheden (Tochter des Kustos Johann Ascan von Rheden (1671–1738) und der Dorothea Amalie von Merckelbach (1664–1726)), mit der er den Sohn Dietrich Ernst Georg (1738–1789, 1. ∞ 1772 Sophie Caroline Marie von Brockdorff, Tochter Friederike Elisabeth Marianne ((1778–1856)), 2. ∞ 1781 Sophie Henriette Wilhelmine von Seckendorff, Sohn Karl Emil (1782–1849, Domherr in Halberstadt)) hatte.

### Wirken
1716 kam er durch den Verzicht des Domherrn Wolfgang Friedrich von Möllendorf in den Besitz einer Dompräbende in Naumburg. 1721 fand er Aufnahme im Domkapitel und stieg 1744 zum Domkustos auf. In dieser Funktion war er verantwortlich für den baulichen Unterhalt, die Ausstattung und den Schmuck des Naumburger Doms. Er war Hüter des Domschatzes und bereitete die Gottesdienste vor.
Er war der 17. Erbmarschall des Paderborner Fürstbischofs und führte den Titel eines königlich-polnischen und kursächsischen Kammerherrn.
1790 belehnte der Paderborner Fürstbischof Franz Egon von Fürstenberg nach dem Tod von Rabans Sohn Dietrich dessen Söhne Heinrich August, Karl Emil und Friedrich Wilhelm mit zwei Hufen Landes im Feld zu Immessen.
Er war Erbherr auf Schloss Schweckhausen.